# Radosław Bor
Radosław Bor (ur. 24 marca 1993) – polski pływak, reprezentujący klub sportowy KS Korner Zielona Góra. Specjalizuje się głównie w stylu dowolnym.
Brązowy medalista mistrzostw Europy juniorów oraz mistrzostw świata juniorów w sztafecie 4 x 200 m stylem dowolnym.
Uczestnik mistrzostw Europy z Debreczyna na dystansach: 100 (42. miejsce) i 200 m stylem dowolnym (27. miejsce) oraz w sztafecie 4 x 200 m stylem dowolnym (10. miejsce).
Wielokrotny medalista Mistrzostw Polski.